# ナノバブル
ナノバブル（英: nano bubble）とは、微細な気泡のことである。厳密な定義は応用分野や生成方法によって異なっており難しい。一般的には１µm以下のナノメートル単位のものがナノバブルと呼ばれる。気泡が極小のため、発生させても肉眼では透明な水に見える。現在、種々の分野において研究が行われている。基本性質はマイクロバブルを参照。

## 生成技術
ナノバブルを製造する技術はまだ少ない。
- マイクロバブルを圧壊させて生成する技術

世界で初めて製造と安定化を実現した。長時間の安定が可能であるが、深海を再現する程に大がかりな装置が必要である。
- SPG（シラスポーラスガラス）膜を用いて生成する技術

ガスを加圧し、ナノレベルの無数の穴の空いた膜から放出することで、常時生成が可能、装置としての規模も小さい。
- ナノノズルにより気泡の析出を抑制してナノバブルを生成する技術

ナノバブルを生成するには今まで大掛かりな装置が必要とされてきたが、平均気泡径1μm程度、気泡径分布600nm～1.2μm程度のマイクロナノバブルの吐出口に気泡の析出を抑制する「ナノノズル」を取り付けることで、平均気泡径100nm程度のナノバブル安定生成に世界で初めて成功した。
この「ナノノズル」は単に100nmのナノバブルが生成できるだけでなく、ナノサイズ領域の気泡径を自在にコントロールすることが出来る。

## 計測時の注意点
■ナノバブルは極めて微細なため、計測時には以下の注意が必要。
- 計測する水は超純水を使用すること（水道水には地域によって違うが、100～500nｍ程度のコンタミネーションが混入しているため、超純水を使用しないと水道水中の微細粒子を間違って計測してしまう）。
- 装置を運転する前に、超純水で装置内を十分に洗浄すること（超純水を使用しても装置内が汚染されていると正確な計測が出来ない）。
- 装置を気泡が出ない状態で運転し、その時の計測データを「ブランク」とする。
- 気泡を計測したデータから「ブランク」のデータを差し引いた数値が正しい気泡径のデータとなる。

（参考）計測後に煮沸して再計測すればコンタミネーションをチェックすることが出来る。

## 引用
ナノバブルとは？｜ナノバブル研究所